# Neopontonides chacei
Neopontonides chacei är en kräftdjursart som beskrevs av Heard 1986. Neopontonides chacei ingår i släktet Neopontonides och familjen Palaemonidae. Inga underarter finns listade i Catalogue of Life.